# Cerithiopsis prieguei
Cerithiopsis prieguei is een slakkensoort uit de familie van de Cerithiopsidae. De wetenschappelijke naam van de soort is voor het eerst geldig gepubliceerd in 1996 door Rolán & Espinosa in La Habana, Cuba.

## Beschrijving
De cerithiopsis prieguei heeft een protoconch die versierd is met kleine korreltjes op het suturale gebied van de twee eerdere windingen en twee spiraalvormige koorden die verbonden zijn door dunne prosocline axiale ribbeltjes op de twee abapicale windingen.
De grootste waargenomen schelp lengte is 2,5 mm.

## Habitat
De kleinste waargenomen diepte is 2 m. De grootste waargenomen diepte is 71 m.